# Orthosia dalmatica
Orthosia dalmatica là một loài bướm đêm trong họ Noctuidae.